# Juventude Sport Clube
O Juventude Sport Clube ou Juventude de Évora, como é conhecido, é um clube português que foi fundado no dia 5 de Dezembro de 1918 sediado em Évora. O seu lema é " Força de Vontade". O seu maior rival é o Lusitano de Évora. 

## História
Fundado no dia 5 de dezembro de 1918, o seu atual presidente é o Dr. António Santos Sousa.
Na época 1954/55 disputou a II Divisão Nacional que pela primeira vez era disputada em duas zonas (Norte e Sul), sendo o seu treinador-jogador o ex guarda-redes benfiquista Rogério Contreiras.
Foi-lhe atribuído o Estatuto de Utilidade Pública em 1983.
Desde sempre eclético, embora a sua "mola real" seja a equipa sénior de futebol, com a sua camisola atuam, possui equipas das mais variadas modalidades amadoras em todos os escalões etários.
Nos últimos 15 anos, mercê de um forte investimento no Futebol de Formação, tendo conquistado vários títulos nas várias categorias.
No futebol sénior tem no seu palmarés dois títulos de Campeão Nacional de Futebol da III Divisão na época de 1950/51 e 2009/10. Foi finalista da III Divisão em 1995/96, perdendo a final por 3 a 1 para o Fafe, em jogo realizado na Marinha Grande.
Na época 2014/15 disputou a divisão de elite da Associação de Futebol de Évora, sob o comando técnico de Jorge Vicente e sagrou-se campeão, tendo regressado na época 2016/17 para os distritais.
Inaugurou a 24 de setembro de 2017 o seu relvado sintético, colocado ao serviço do futebol de formação.
No dia 29 de junho de 2018, foi-lhe atribuída a medalha de ouro do município de Évora.
Já no dia 5 de dezembro de 2018, quando comemorou o centenário, recebeu a bênção do Papa Francisco e a Medalha de Mérito Desportivo, atribuída pelo Governo.
Após quatro temporadas no Campeonato de Portugal, no dia 7 de abril de 2024, num jogo em casa frente ao Moncarapachense, o clube foi despromovido aos campeonatos distritais. Tomás Mansinho, Diogo Maneta, Zinédine "Zidane" Fonseca e Jardel são algumas das mais-valias do plantel das Águias Azuis na época 2024/25.

## Estádio
A equipa efetuava os seus jogos em casa no Estádio Sanches de Miranda que tem o seu nome devido ao benemérito Florival Sanches de Miranda, que gratuitamente cedeu os terrenos ao Juventude Sport Clube. Foi inaugurado em 1937 e possui capacidade para 4 000 espectadores, tendo sido demolido em 2025 para dar lugar a um supermercado. A despedida do Sanches de Miranda aconteceu a 23 de março, frente à equipa B do Lusitano de Évora. O Estádio Sanches de Miranda que foi inaugurado a 2 de dezembro de 1928, vai transformar-se numa academia com dois campos de relva sintética, mais os dois Pavilhões que o clube já tem naquele espaço.
No dia 8 de abril de 2017, recebeu a final da 8ª edição da Liga Portuguesa de Futebol Americano, ganha pelos Lisboa Devils frente ao Maia Renegades por 40-35.
O novo estádio, cuja construção teve início em julho de 2024, está a ser construído na periferia do Parque Industrial e Tecnológico de Évora. Terá uma bancada coberta com capacidade para 2 500 lugares e outra descoberta para 500 lugares, estando prevista, numa segunda fase, a ampliação para 5 000 lugares. Terá campo de relva natural e iluminação suficiente para transmissões televisivas, ficando ainda equipado com quatro balneários, auditório, ginásio, museu do clube e restaurante. Este recinto terá condições suficientes para poder receber a Seleção Nacional.

## Futebol

### Palmarés
| Escalão                                           | Nº Presenças | Títulos | Melhor Classificação |
| I                                                 | 0            | 0       | Nunca participou     |
| II                                                | 5            | 0       | -                    |
| III                                               | 46           | -       | -                    |
| IV                                                | 34           | -       | -                    |
| V                                                 | -            | -       | -                    |
| VI                                                | -            | -       | -                    |
| Distrital                                         | 88           | 22      | 1º                   |
| Taça de Portugal                                  | -            | -       | -                    |
| Taça da Liga                                      | 0            | 0       | 0                    |
| inclui época 2010–11; - informação não disponível |              |         |                      |

### Classificações
| Escalão          | 00–01 | 01–02 | 02–03 | 03–04 | 04–05 | 05–06 | 06–07 | 07–08 | 08–09 |
| ---------------- | ----- | ----- | ----- | ----- | ----- | ----- | ----- | ----- | ----- |
| Liga Zon Sagres  | -     | -     | -     | -     | -     | -     | -     | -     | -     |
| Liga Orangina    | -     | -     | -     | -     | -     | -     | -     | -     | -     |
| II Divisão       | -     | -     | -     | -     | -     | -     | -     | 13º   | -     |
| III Divisão      | -     | -     | 9º    | -     | 3º    | 7º    | 2º    | -     | -     |
| 1º Escalão Dist. | -     | -     | -     | -     | -     | -     | -     | -     | -     |

## Plantel sénior 2023/24
- atualizado até 8 de março de 2024

Nota: Bandeiras indicam equipe nacional, conforme definido pelas regras de elegibilidade da FIFA. Os jogadores podem ter mais de uma nacionalidade não-FIFA.
| N.º |               | Posição | Jogador                   |
| --- | ------------- | ------- | ------------------------- |
| 2   | Portugal      | D       | Miguel Baptista           |
| 4   | Portugal      | D       | Henrique Pires            |
| 5   | Portugal      | D       | João Mendes               |
| 6   | Portugal      | M       | Tomás Lima (vice-capitão) |
| 7   | Portugal      | A       | Patchú                    |
| 8   | Portugal      | M       | Rúben Santos              |
| 9   | Brasil        | A       | Henrique Silva            |
| 10  | Portugal      | A       | João Delgado (capitão)    |
| 11  | África do Sul | A       | Sibusiso 'Sibu' Shibane   |
| 16  | Brasil        | M       | Caio Carioca              |
| 17  | Portugal      | A       | Edu Vieira                |
| 19  | Camarões      | A       | Lionel Yombi              |

| N.º |            | Posição | Jogador                         |
| --- | ---------- | ------- | ------------------------------- |
| 21  | Portugal   | D       | André Farinha                   |
| 22  | Portugal   | G       | Filipe Semedo                   |
| 23  | Portugal   | M       | Rodrigo Elias                   |
| 28  | Portugal   | D       | Tomás Piedade                   |
| 37  | Portugal   | D       | Rodrigo Monteiro                |
| 61  | Portugal   | D       | João 'Obi' Gomes                |
| 66  | Moçambique | M       | Geraldo Matsimbe (vice-capitão) |
| 74  | Portugal   | G       | Petterson Santos                |
| 77  | Portugal   | A       | Bernardo Soares                 |
| 88  | Portugal   | D       | Afonso Batista                  |
| 99  | Mali       | M       | Mahamadou Diawara               |